# Fannia nidicola
Fannia nidicola är en tvåvingeart som beskrevs av Malloch 1927. Fannia nidicola ingår i släktet Fannia och familjen takdansflugor. Inga underarter finns listade i Catalogue of Life.